# Araceli Navarro Laso

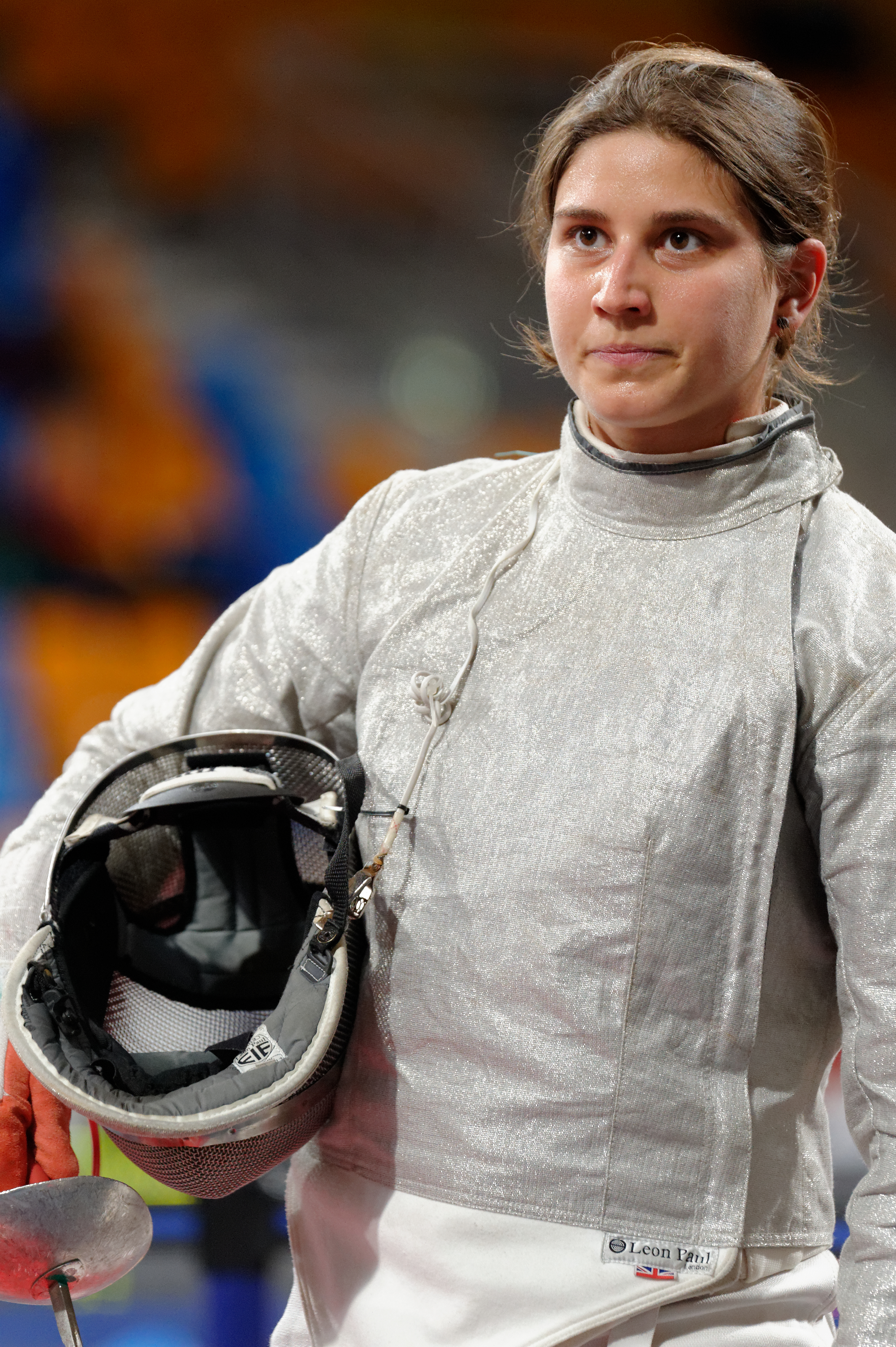
Araceli Navarro Laso

Araceli Navarro Laso (Madrid, 9 de agosto de 1989) é uma esgrimista espanhola. Navarro participou dos Jogos Olímpicos de Pequim 2008